# A világítótorony
A világítótorony (To the Lighthouse) Virginia Woolf regénye. Az 'érett modernizmus' (high modernism) irányadó műve. Középpontjában a Ramsay család áll és látogatásaik a Skócia északnyugati partja közelében található Skye szigetre, 1910 és 1920 között.
A világítótorony követi és kiterjeszti a modernista regényírók – mint Marcel Proust és James Joyce – hagyományait, mely szerint a cselekmény csak másodlagos eszköze a filozofikus szemlélődésnek, a gondolatisága pedig szövevényes, nehezen követhető lehet. A regény kis dialógusokat tartalmaz, cselekményt viszont alig; a legtöbbje a szereplők gondolatai, észrevételei, megfigyeléseiként jelenik meg. A regény hangsúlyozza a gyerekkori érzelmek meghatározó mivoltát és a felnőtt kapcsolatok változékonyságát.
1998-ban a Modern Library rangsorában, a 20. század 100 legjobb angol nyelvű regénye között a 15. helyre került, 2005-ben pedig a TIME magazin beválasztotta A 100 legjobb angol nyelvű regény 1923-tól napjainkig c. listájába.

## Cselekmény
|  | Alább a cselekmény részletei következnek! |

### I. Az ablak
Mr. és Mrs. Ramsay nyolc gyerekükkel a Skye szigeten található (Hebridák) nyári lakukban töltik a nyarat. A házuktól nem messze, az öblön túl áll egy nagy világítótorony. A 6 éves James Ramsay leghőbb vágya meglátogatni a világítótornyot, és Mrs. Ramsay ígéretet tesz, ha az idő engedi, következő nap elmennek. De James öröme nem tart sokáig, mert apja, Mr. Ramsay távolságtartó ridegséggel kijelenti, hogy másnap nem lesz jó idő. Megjegyzése nem csak Mr. és Mrs. Ramsay között, hanem James és Mr. Ramsay között is feszültséget kelt. Ez a bizonyos incidens a fejezet során többször is felidéződik, elsősorban Mr. és Mrs. Ramsay kapcsolatának szempontjából. Ramsayék több barátot és kollégát vendégül látnak, például Charles Tansleyt, aki nagy rajongója Mr. Ramsay metafizikus filozófiai munkáinak.
Lily Briscoe egy fiatal festőnő, aki Mrs. Ramsayről próbál portrét készíteni. Mrs. Ramsay feltett szándéka, hogy Lilyt hozzáadja egy régi családi barátjukhoz, William Bankeshez, de Lily nem gondolkozik házasságban. Mrs. Ramsay ezen kívül Paul Rayley és Minta Doyle kapcsolatát is menedzseli, szintén házasságot remélve. A délután folyása alatt Paul megkéri Minta kezét, Lily elkezdi a festményét, Mrs. Ramsay vigasztalja a megbántott Jamest, Mr. Ramsay pedig a hiányosságai miatt emészti magát, mint gondolkodó ember, mint filozófus.
Ezen az estén Ramsayék vacsorapartit tartanak, ami látszólag egy kicsit balsorsúan alakul: Paul és Minta és a két Ramsay gyerek késnek a tengerparti sétából visszajövet. Mindenki feszeng, csak udvariaskodik, felszínes társalgás folyik. Lily gondolatban neheztel Charles Tansleyre, mert Charles szerint a nők nem tudnak sem írni, sem festeni. Mr. Ramsay udvariatlanul reagál, amikor a költő Augustus Carmichael még egy tányér levest kér. (Nem szerette, ha mások még esznek, mikor ő már végzett.) De mire az este éjszakába fordul ezek a ballépések elmosódnak, és a vendégek egymásra hangolódnak.

### II. Múlik az idő
A második részben az idő múlása felgyorsul, 10 év telik el. Az első világháború végigsöpör Európán. Mrs. Ramsay egyik éjjel váratlanul meghal. Andrew Ramsay, a legidősebb fiú elesik a harcmezőn; Andrew egyik húga, Prue pedig szülési komplikációba hal bele.
A család nem vakációzik többet a nyári lakban, amit az idő sem kímél: a kertet az elburjánzott gyomok, a házat pókhálók lepik el. A család 10 év múlva látogatja meg újra a nyaralót. Mrs. McNab, a házvezető, néhány alkalmazott segítségével rendbe teszi a házat, ami így megmenekül az enyészettől, és amikor Lily Briscoe visszatér, már újra minden rendben.

### III. A világítótorony
Az utolsó részben, a család maradék tagja visszatér a nyári lakba, - 10 éve jártak itt utoljára. Mr. Ramsay megkésett vitorlás kirándulást tervez a világítótoronyhoz, fiával Jamessel és lányával Cammel, ami ismét majdnem elmarad, amikor a gyerekek nem készülnek el időben, de végül útnak indulnak.
Mialatt ők a világítótorony felé vitorláznak, Lily elfoglalja helyét a pázsiton, hogy megkísérelje befejezni rég félbehagyott festményét.
A hajóban feszült csend és feszült párbeszédek, James és Cam tehetetlen haragot éreznek apjuk iránt, elegük van önsajnálkozó viselkedéséből, zsarnokoskodásából, megközelíthetetlenségéből, mégis, amikor a hajó kiköt, valamiféle elfogult szeretettel figyelik őt. Még James is, akit apja megdicsér, amiért ügyesen kormányoz, és ezzel egy pillanatra megszűnik köztük a távolság.
A parton Lily elvégzi a festményén az utolsó simításokat: egy végső vonás a vásznon és leteszi az ecsetet - végül sikerült megfestenie úgy, ahogy ő látta.
|  | Itt a vége a cselekmény részletezésének! |

## Életrajzi utalások

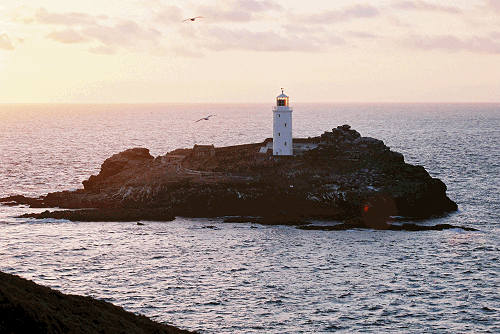
A godrevyi világítótorony naplementében

Számos hasonlóság felfedezhető a regény cselekménye és az írónő élete között. A szüleivel tett St. Ives-i látogatások életének talán legboldogabb időszakában voltak. De amikor 13 éves korában az anyja meghalt (mint Mrs. Ramsay), apja, Leslie Stephen melankóliába, önsajnálatba sodródott (mint Mr. Ramsay).
Ezenkívül több apró hasonlóság is feltűnhet, például bátyjának, Adriannak sem engedték meg, hogy felfedező útra induljon a godrevyi világítótoronyhoz, pont mint a regényben James, aki alig várta a világítótoronyhoz való kirándulást, ami végül mégis meghiúsult. Ami Lily Briscoet illeti, a festés közbeni elmélkedései alkalmat adtak Virginiának arra, hogy felfedezze saját alkotói folyamatait, mivel Virginia ugyanúgy gondolkodott az írásról, mint Lily a festésről. Ami pedig Mrs. Ramsayt illeti, Virginia nővére, Vanessa írta, hogy amikor azokat a részeket olvasta, amiben Mrs. Ramsayről volt szó, úgy érezte, mintha anyja feltámadt volna a halálból.
Virginia apja 1882-től kezdte bérelni a Talland-házat St. Ivesben, nem sokkal Virginia születése után. A házat a család egyfajta nyári menedékhelyként használta 10 éven keresztül. A regény fő helyszínét, a Hebridákon található házat Virginia a Talland-házról mintázta. A St. Ives-i öböl számos valóságos eleme belekerült a történetbe, többek között a kertek, amik egészen a tengerig vezetnek, maga a tenger és a világítótorony.
Habár a regényben Ramsayék visszatérnek a házba a háború után, Stephensék abban az időben váltak meg tőle. A háború után Virginia és Vanessa meglátogatták a Talland-házat, amikor már új tulajdonosa volt, később pedig, amikor a szülei már meghaltak, Virginia megismételte az utazást.

## Magyarul
- A világítótorony. Regény; ford., bev. Mátyás Sándor; Magvető, Bp., 1971 (Világkönyvtár)

## Fordítás
- Ez a szócikk részben vagy egészben  a   To the Lighthouse című angol Wikipédia-szócikk fordításán alapul.  Az eredeti cikk szerkesztőit annak laptörténete sorolja fel. Ez a jelzés csupán a megfogalmazás eredetét és a szerzői jogokat jelzi, nem szolgál a cikkben szereplő információk forrásmegjelöléseként.